# Louis-Thomas Dufour
Louis-Thomas Dufour fue un teólogo, filólogo, orientalista y escritor nacido en Francia, en 1613 y fallecido en 1647.
Después de haber estudiado teología, pasó a la cartuja de Montrenand, cerca de Noyon. Estuvo allí seis semanas; pero habiendo juzgado el médico de la casa que era de una constitución demasiado débil para continuar en la austeridad de esta Orden, volvió a Honfleur.

## Biografía
Dufour fue un benedictino, erudito orientalista, nacido en Fécamp, quien a los 17 años dominaba el idioma hebreo, estudiando con ardor el siriaco, caldeo y el citado hebreo y durante el curso de filosofía, con el consentimiento del rector de su colegio, enseña hebreo y compone con este idioma tesis sobre la filosofía.
En 1637, entra en los benedictinos de la Congregación de San Mauro, encargándole diversos trabajos literarios, y murió en 1647, trabajando sobre el salmo IX cuando le atacó la enfermedad que le condujo al sepulcro, impidiéndole terminar otros trabajos, en la abadía de Jumiéges. La abadía de Jumiéges, célebre en los anales de la historia y de la ciencia, imponente golpe de vista, rico en cabilaciones tristes. Aquellos muros abandonados, guarida hoy de cuervos y de aves nocturnas, encerraba en otro tiempo una corporación inmortal de sabios que se transmitían a través de las generaciones la continuación de estudios de siglos atrás comenzados. De las escuelas de los benedictinos, sus reclusos, salieron aquellos maestros, historiadores, teólogos que imprimían movimiento a las ideas de aquellos siglos de ignorancia universal, ya dotaban a la civilización moderna de aquellas pacientes copias y colecciones de autores clásicos.
Como escritor, dejó una gramática del idioma hebreo, paráfrasis del Cantar de los Cantares, un testamento espiritual para servir de preparación ante la muerte, y una obra de salmos.

## Obras
- Linguae Hebraica Opus grammmaticum, cum hortulo sacrorum radicum, París, 1642, in-7º
- Manuscritas:
  - Paraphrase sur le Cantique des Cantiques
  - Testament spirituel pour servir de preparation a la mort
  - Commentaire sur les Psaumes
- Tesis sobre filosofía